# 艾奇遜縣 (堪薩斯州)
艾奇遜县（英語：Atchison County，簡稱AT）是美國堪薩斯州東北部的一個縣，東隔密蘇里河與密蘇里州相望。面積1,127平方公里。根據美國2000年人口普查，共有人口16,804人。縣治艾奇遜 (Atchison)。
成立於1855年8月25日。縣名紀念來自密蘇里州的聯邦參議員大衛·R·艾奇遜 (David R. Atchison)。本縣直至1986年時為一禁酒的縣，後來經公民投票而被部份撤銷。營業額中食品銷售佔30%以上的場所可以售賣酒精類飲品。